# East Dunbartonshire
East Dunbartonshire (Schots-Gaelisch: Siorrachd Dhùn Bhreatainn an Ear) is een raadsgebied (council area) in het midden van Schotland met een oppervlakte van 175 km². De hoofdplaats is Kirkintilloch en het raadsgebied heeft 108.330 inwoners (2017).
Het raadsgebied ligt direct ten noorden van de stad Glasgow en behoort ook voor een belangrijk deel tot het stedelijke gebied van Glasgow. East Dunbartonshire behoort tot de lieutenancy area het historische graafschap Dunbartonshire.

## Plaatsen
- Auchenhowie, Auchinairn, Auchinreoch
- Baldernock, Baljaffray, Balmore, Bardowie, Bearsden, Birdston, Bishopbriggs
- Cadder, Clachan of Campsie
- Kirkintilloch
- Lennoxtown, Lenzie
- Milngavie, Milton of Campsie
- Torrance, Twechar
- Waterside

## Bezienswaardigheden
- Muur van Antoninus, onder andere het Bar Hill Fort

Aberdeen · Aberdeenshire · Angus · Argyll and Bute · City of Edinburgh · Clackmannanshire · Dumfries and Galloway · Dundee City · East Ayrshire · East Dunbartonshire · East Lothian · East Renfrewshire · Falkirk · Fife · Glasgow City · Highland · Inverclyde · Midlothian · Moray · Na h-Eileanan Siar (Buiten-Hebriden) · North Ayrshire · North Lanarkshire · Orkney Islands · Perth and Kinross · Renfrewshire · Scottish Borders · Shetland Islands · South Ayrshire · South Lanarkshire · Stirling · West Dunbartonshire · West Lothian
Zie ook: lieutenancy areas, de vroegere regio's en graafschappen